# Die berühmte Frau
Pour plus de détails, voir Fiche technique et Distribution.
Die berühmte Frau est un film allemand réalisé par Robert Wiene, sorti en 1927.

## Fiche technique
- Titre : Die berühmte Frau
- Réalisation : Robert Wiene
- Scénario : Melchior Lengyel d'après sa pièce
- Photographie : Otto Kanturek
- Pays de production : Allemagne  République de Weimar
- Format : Noir et blanc - 1,33:1 - Film muet
- Date de sortie : 1927

## Distribution
- Lili Damita : Sonja Litowskaja
- Fred Solm (en) : Alfredo de Cavalcante
- Warwick Ward : Gerald
- Lissy Arna : Zofe bei Sonja
- Alexander Granach : Diener bei Alfredo
- Arnold Korff : Der Herzog v. Olivarez
- Mathilde Sussin : la mère d'Alfredo